# 杉山弘 (フィギュアスケート選手)
杉山 弘（すぎやま ひろし）は、日本のフィギュアスケート選手（男子シングル）。京都府出身。全日本ジュニア選手権優勝3回（1980年、1983年、1984年）。1983年、1984年世界ジュニア選手権代表。

## 経歴
1980-81シーズン、全日本ジュニア選手権で優勝する。1983-84シーズン、初出場となった世界ジュニア選手権で13位に終わる。
1983-84シーズン、全日本ジュニア選手権で再び優勝し、2年連続の出場となった世界ジュニア選手権では12位となる。1984-85シーズン、全日本ジュニア選手権で3度目の優勝を果たし、世界ジュニア選手権では自身最高の10位となる。
1988-89シーズン、国民体育大会に京都府代表で出場し、成年男子で優勝する。

## 主な戦績
| 大会/年              | 1980-81 | 1981-82 | 1982-83 | 1983-84 | 1984-85 | 1988-89 |
| -------------------- | ------- | ------- | ------- | ------- | ------- | ------- |
| 世界ジュニア選手権   |         |         | 13      | 12      | 10      |         |
| 全日本ジュニア選手権 | 1       |         |         | 1       | 1       |         |
| 国民体育大会         |         |         |         |         |         | 1       |